# Eurapejskaje Radyjo dlja Belarussi
Eurapejskaje Radyjo dlja Belarussi (ERB; Euroradio.fm; deutsch: Europäisches Radio für Belarus) ist ein Hörfunksender in belarussischer Sprache mit Sitz in Warschau. ERB wurde 2005 gegründet. Der Rundfunk ist seit dem 26. Februar 2006 verfügbar. Der Zugang zur Website von Eurapejskaje Radyjo dlja Belarussi ist im Land seit August 2020 auf Grund der Direktive des Informationsministeriums der Republik Belarus beschränkt, da das Radio über die Proteste in Belarus berichtete. Seit Juli 2021 blockiert Lukaschenkas Regime den Zugang zur ERB-Mirrorseite auch. Am 5. Juli 2021 wurde durch Beschluss des Ministerrats das Radio-Korrespondenten-Büro in Minsk geschlossen.
In den Jahren 2021 und 2022 fügten belarussische Gerichte die Telegramm-, YouTube- und Instagram-Seiten des Radios und sein Logo der republikanischen Liste extremistischer Materialien hinzu. Im Juli 2022 bezeichnete das Innenministerium es als extremistische Gruppe. In den Jahren 2022 und 2023 wurden mehrere Personen, die vom Radio interviewt wurden, verhaftet und wegen des Vorwurfs der Unterstützung extremistischer Aktivitäten inhaftiert.

## Programm
Ähnlich wie andere Auslandssender (z. B. Belaruskaje Radyjo Razyja, Radyjo Swaboda oder Belsat TV) soll ERB den Hörern in Belarus die Möglichkeit geben, aktuelle, objektive Informationen über Ereignisse in Belarus und der Welt zu erhalten. ERB soll so eine Alternative zu den staatlich kontrollierten Medien in Belarus sein. 
Das Programm von ERB wird von Journalisten in Warschau und Minsk sowie anderen Gebieten von Belarus gestaltet. Hauptsitz der Redaktion ist Warschau. Die Mitarbeiter von ERB in Belarus sind bei ihrer Arbeit Repressionen der staatlichen Organe ausgesetzt. So wurden etwa im Frühjahr 2008 zahlreiche Mitarbeiter ausländischer Medien verhaftet.
Die Sendung Akno u Europu (deutsch: Fenster nach Europa) wird von der Europäischen Kommission finanziert.
Der Hörfunksender veröffentlichte das Doppelkompilationsalbum „Budzma The Best Rock / Budzma The Best Rock/New“ von belarussischen Rockbands im 2009, unterstützte das Festival Be Free.

## Empfang
Die Sendungen werden über UKW auf den Frequenzen des polnischen Radiosenders Radio dla Ciebie, des ukrainischen Senders Melodija, sowie des litauischen polnischsprachigen Senders Radio Znad Wilii ausgestrahlt. Terrestrisch ist ERB so in der belarussischen Breszkaja Woblasz und angrenzenden Gebieten ein bis zwei Stunden täglich zu empfangen. Ganztägig sendet ERB auf 68,24 MHz aus Visaginas (Litauen), über Satellit (Hot Bird 6) und Internet.